# Theridion biforaminum
Espèce
Theridion biforaminum est une espèce d'araignées aranéomorphes de la famille des Theridiidae.

## Distribution
Cette espèce est endémique de Chine. Elle se rencontre au Liaoning et à Chongqing.

## Publication originale
- Zhu, Gao & Guan, 1993 : Notes on the four new species of comb-footed spiders of the forest regions Liaoning, China (Araneae: Theridiidae). Journal of Liaoning Normal University. Natural Science Edition, vol. 20, p. 89-94.